# Doncières
Doncières est une commune française située dans le département des Vosges, en région Grand Est.
Ses habitants sont appelés les Donciérois.

## Géographie

### Localisation

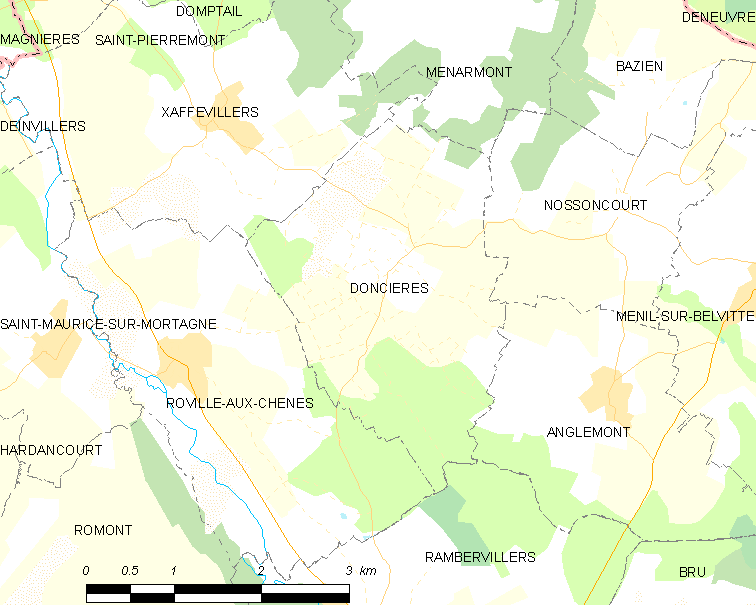
Situation géographique de Doncières.

Doncières est une petite commune rurale à 6 km au nord de Rambervillers.

### Géologie et relief
La commune se compose de 565,68 hectares de territoires agricoles (73,37 %) et 205,18 hectares de forêts et milieux semi-naturels (26,61 %).
Le relief est peu marqué. Seules quelques buttes dépassent de peu l'altitude de 300 m :
- la Grande-Pucelle :
  - (315 m) 48° 23′ 40″ N, 6° 37′ 02″ E,
  - (311 m) 48° 23′ 50″ N, 6° 36′ 56″ E ;
- le Haroué (307 m), avec borne géodésique[2] 48° 23′ 21,4571″ N, 6° 37′ 54,8989″ E ;
- le Haut-des-Montaux (308 m)48° 22′ 43″ N, 6° 37′ 52″ E ;
- la Grande-Coinche (314 m) 48° 22′ 30″ N, 6° 38′ 31″ E ;
- la Chouette (301 m) 48° 24′ 06″ N, 6° 38′ 44″ E.

La commune est traversée, au nord, par la Belvitte que trois ponts franchissent :
- le premier est situé sur la Grande-Rue (route départementale 46), à la sortie du village ;  48° 23′ 42″ N, 6° 38′ 18″ E
- le second est situé entre le moulin de Goro et la route départementale 9 en direction de Xaffévillers, à la limite de la commune  48° 24′ 08″ N, 6° 37′ 32″ E ;
- le pont de la prairie.

### Hydrographie et les eaux souterraines
La commune est située dans le bassin versant du Rhin au sein du bassin Rhin-Meuse. Elle est drainée par le ruisseau de Belvitte et le ruisseau de la Souche,.
Le Belvitte, d'une longueur totale de 19 km, prend sa source dans la commune de Sainte-Barbe et se jette dans la Mortagne à Magnières, après avoir traversé neuf communes.

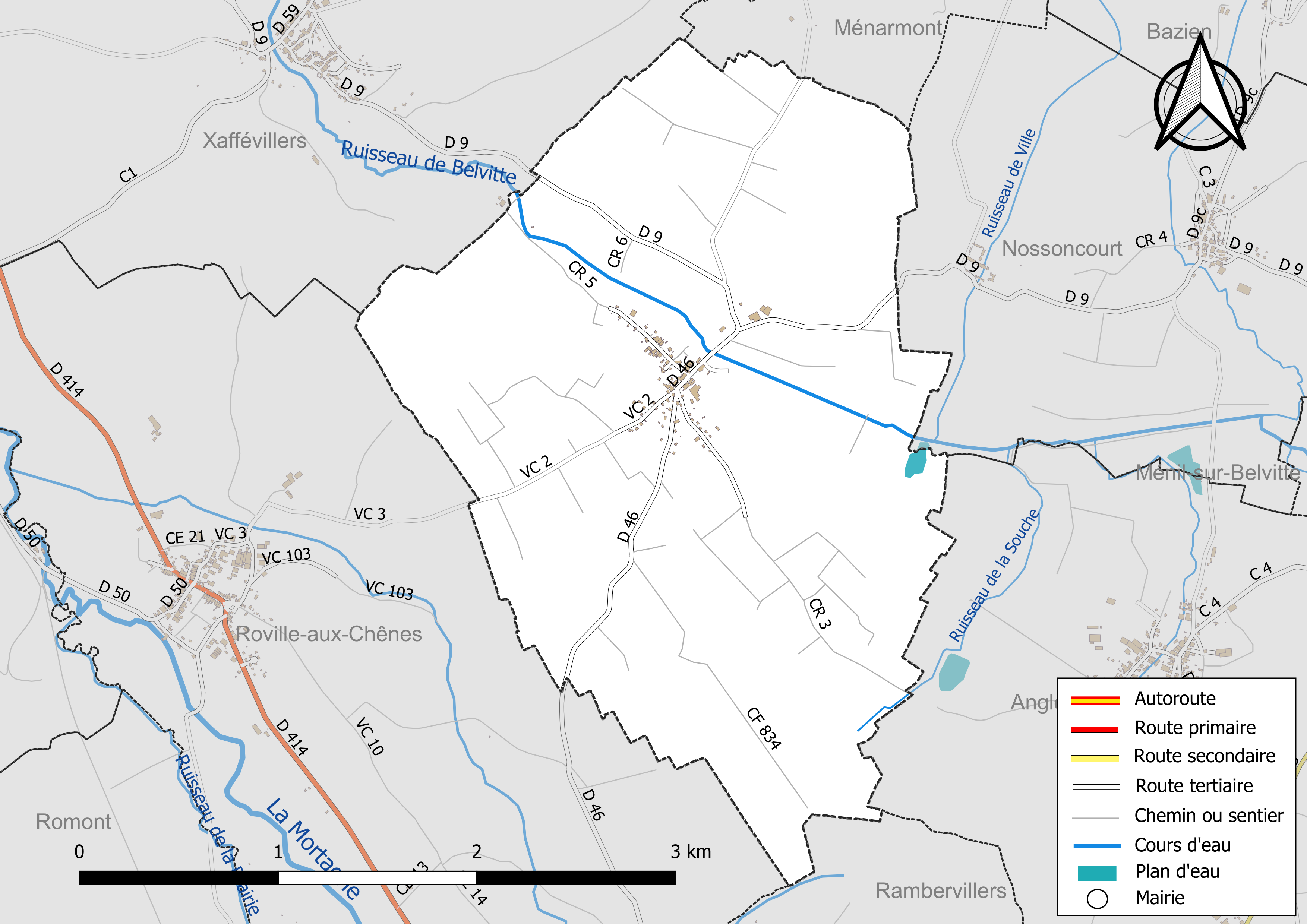
Réseaux hydrographique et routier de Doncières.

La qualité des eaux de baignade et des cours d’eau peut être consultée sur un site dédié géré par les agences de l’eau et l’Agence française pour la biodiversité.

### Climat
Pour des articles plus généraux, voir Climat du Grand Est et Climat des Vosges.
En 2010, le climat de la commune est de type climat des marges montargnardes, selon une étude du Centre national de la recherche scientifique s'appuyant sur une série de données couvrant la période 1971-2000. En 2020, Météo-France publie une typologie des climats de la France métropolitaine dans laquelle la commune est exposée à un climat semi-continental et est dans la région climatique  Vosges, caractérisée par une pluviométrie très élevée (1 500 à 2 000 mm/an) en toutes saisons et un hiver rude (moins de 1 °C). 
Pour la période 1971-2000, la température annuelle moyenne est de 9,7 °C, avec une amplitude thermique annuelle de 17,2 °C. Le cumul annuel moyen de précipitations est de 917 mm, avec 12,1 jours de précipitations en janvier et 9,9 jours en juillet. Pour la période 1991-2020, la température moyenne annuelle observée sur la station météorologique de Météo-France la plus proche, « Roville », sur la commune de Roville-aux-Chênes à 3 km à vol d'oiseau, est de 10,3 °C et le cumul annuel moyen de précipitations est de 833,3 mm. 
La température maximale relevée sur cette station est de 40 °C, atteinte le 25 juillet 2019 ; la température minimale est de −24,5 °C, atteinte le 2 janvier 1971,,. 
Les paramètres climatiques de la commune ont été estimés pour le milieu du siècle (2041-2070) selon différents scénarios d'émission de gaz à effet de serre à partir des nouvelles projections climatiques de référence DRIAS-2020. Ils sont consultables sur un site dédié publié par Météo-France en novembre 2022.

## Urbanisme

### Typologie
Au 1er janvier 2024, Doncières est catégorisée commune rurale à habitat dispersé, selon la nouvelle grille communale de densité à sept niveaux définie par l'Insee en 2022.
Elle est située hors unité urbaine. Par ailleurs la commune fait partie de l'aire d'attraction de Rambervillers, dont elle est une commune de la couronne,. Cette aire, qui regroupe 15 communes, est catégorisée dans les aires de moins de 50 000 habitants,.

### Occupation des sols
L'occupation des sols de la commune, telle qu'elle ressort de la base de données européenne d’occupation biophysique des sols Corine Land Cover (CLC), est marquée par l'importance des territoires agricoles (73,3 % en 2018), une proportion sensiblement équivalente à celle de 1990 (73,7 %). La répartition détaillée en 2018 est la suivante : 
terres arables (42,5 %), forêts (26,7 %), zones agricoles hétérogènes (18,4 %), prairies (12,4 %). L'évolution de l’occupation des sols de la commune et de ses infrastructures peut être observée sur les différentes représentations cartographiques du territoire : la carte de Cassini (XVIIIe siècle), la carte d'état-major (1820-1866) et les cartes ou photos aériennes de l'IGN pour la période actuelle (1950 à aujourd'hui).

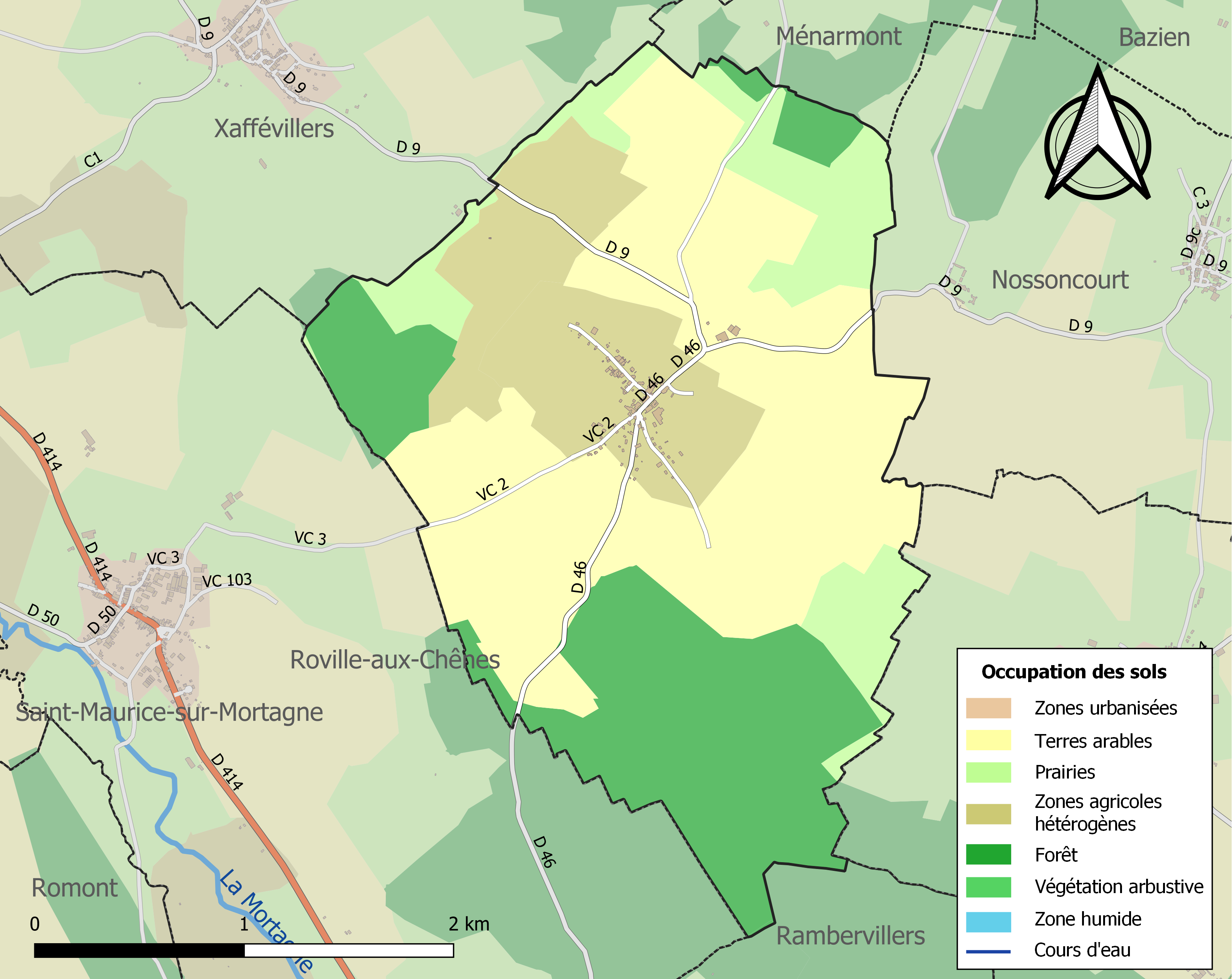
Carte des infrastructures et de l'occupation des sols de la commune en 2018 (CLC).

### Voies de communications et transports

#### Voies routières
- D46 vers Rambervilllers, Épinal[18].
- D435 vers Baccarat.

#### Transports en commun
- Fluo Grand Est.

#### Lignes SNCF
- Gare de Baccarat,
- Gare d'Azerailles,
- Gare de Bertrichamps,
- Gare de Thiaville,
- Gare de Chenevières.

#### Transports aériens
- L'Aéroport d'Épinal-Mirecourt « Vosges Aéroport ».

À partir de l'été 2021, l’aéroport d’Épinal-Mirecourt est devenu le "pélicandrome" de la Zone Est et servira ainsi de base de ravitaillement et d’intervention pour les avions bombardiers d’eau connus sous le nom de Dash 8
- Aéroport de Nancy-Essey.

## Toponymie
Le nom de la localité est attesté sous les formes Allodium de Donceres cum ecclesia Sancti Cyriaci (962) ; De Donceriis (1294) ; Donciere (1336) ; Dontiere (1336) ; Donceyres (1396) ; De Donzeriis (1402) ; Donciere (1420) ; Doncieres (1490) ; Donciers (1510) ; Donziere (1656).

Doncières serait un hagiotoponyme caché, peut-être du bas latin domnus et du nom du saint Cyricus « saint Cyr ».

## Histoire
Le village de Dom Cieres (de saint Cyriaque, patron de la commune) est déjà mentionné en 880 dans le privilège de l'impératrice Richarde pour l'abbaye d'Étival,.
Le village est dans la châtellenie de Rambervillers, puis dans le duché de Lorraine. En 1790, Doncières passe dans le district de Rambervillers, canton de Nossoncourt.
La paroisse dépendait de l'évêché de Toul, puis de celui de Saint-Dié.
Doncières a été décimée par la peste en 1610 et détruite partiellement au début de la Première Guerre mondiale, en 1914.
La commune a été décorée le 21 octobre 1920 de la croix de guerre 1914-1918.

## Politique et administration

### Finances locales

#### Budget et fiscalité 2023

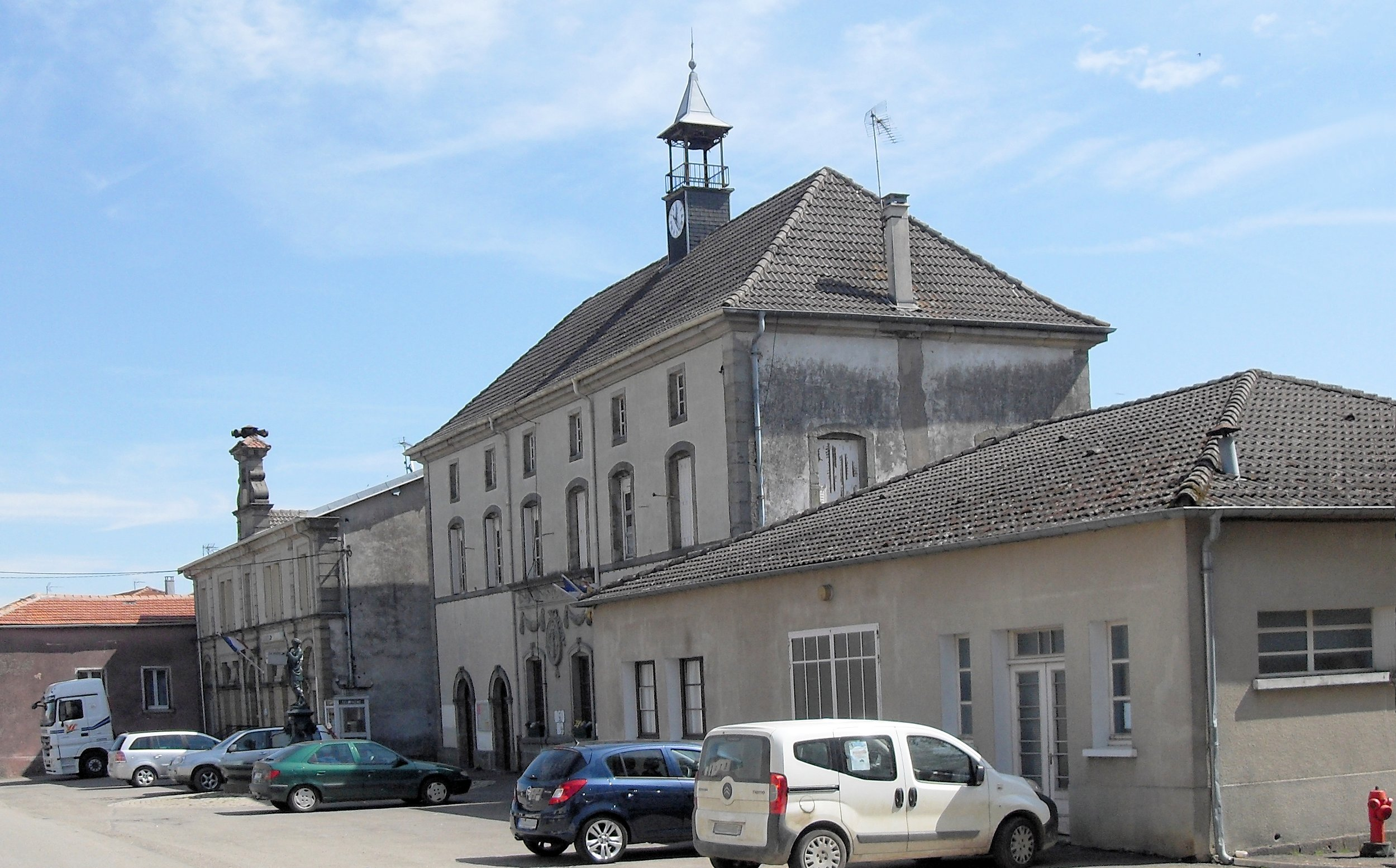
La mairie.

En 2023, les finances communales était constituées comme suit :
- total des produits de fonctionnement : 209 000 €, soit 1 494 € par habitant ;
- total des charges de fonctionnement : 139 000 €, soit 994 € par habitant ;
- total des ressources d'investissement : 43 000 €, soit 308 € par habitant ;
- total des emplois d'investissement : 72 000 €, soit 511 € par habitant ;
- endettement : 3 000 €, soit 23 € par habitant.

Avec les taux de fiscalité suivants :
- taxe d'habitation : 23,64 % ;
- taxe foncière sur les propriétés bâties : 42,59 % ;
- taxe foncière sur les propriétés non bâties : 28,49 % ;
- taxe additionnelle à la taxe foncière sur les propriétés non bâties : 0,00 % ;
- cotisation foncière des entreprises : 0,00 %.

Chiffres clés Revenus et pauvreté des ménages en 2021 : médiane en 2021 du revenu disponible, par unité de consommation : 21 490 €

### Liste des maires
| Période                                  | Période                  | Identité         | Étiquette | Qualité                                    |
| ---------------------------------------- | ------------------------ | ---------------- | --------- | ------------------------------------------ |
| Les données manquantes sont à compléter. |                          |                  |           |                                            |
|                                          | mars 1989                | Bernard Morel    |           |                                            |
| mars 1989                                | juin 1995                | Pascal Forterre  |           |                                            |
| juin 1995                                | mars 2001                | Bernadette Maire |           |                                            |
| mars 2001                                | mars 2008                | Denis Forterre   | PCF       |                                            |
| mars 2008                                | février 2009             | Marcel Dethorey  |           | Démissionnaire pour convenance personnelle |
| mars 2009                                | mars 2012                | Michel Harquet   |           | Démissionnaire                             |
| mai 2012                                 | juin 2017                | Denis Forterre   | PCF       | Démissionnaire avec six autres conseillers |
| septembre 2017                           | En cours (au 10/09/2017) | Xavier Richard   |           | [ 28 ]                                     |

## Population et société

### Démographie

#### Pyramide des âges
L'évolution du nombre d'habitants est connue à travers les recensements de la population effectués dans la commune depuis 1793. Pour les communes de moins de 10 000 habitants, une enquête de recensement portant sur toute la population est réalisée tous les cinq ans, les populations de référence des années intermédiaires étant quant à elles estimées par interpolation ou extrapolation. Pour la commune, le premier recensement exhaustif entrant dans le cadre du nouveau dispositif a été réalisé en 2006.

En 2022, la commune comptait 156 habitants, en évolution de +11,43 % par rapport à 2016 (Vosges : −2,96 %, France hors Mayotte : +2,11 %).
| 1793 | 1800 | 1806 | 1821 | 1831 | 1836 | 1841 | 1846 | 1856 |
| ---- | ---- | ---- | ---- | ---- | ---- | ---- | ---- | ---- |
| 218  | 204  | 271  | 272  | 296  | 306  | 285  | 288  | 264  |

| 1861 | 1866 | 1876 | 1881 | 1886 | 1891 | 1896 | 1901 | 1906 |
| ---- | ---- | ---- | ---- | ---- | ---- | ---- | ---- | ---- |
| 264  | 267  | 249  | 234  | 215  | 191  | 200  | 185  | 193  |

| 1911 | 1921 | 1926 | 1931 | 1936 | 1946 | 1954 | 1962 | 1968 |
| ---- | ---- | ---- | ---- | ---- | ---- | ---- | ---- | ---- |
| 199  | 138  | 162  | 168  | 151  | 161  | 145  | 115  | 113  |

| 1975 | 1982 | 1990 | 1999 | 2006 | 2011 | 2016 | 2021 | 2022 |
| ---- | ---- | ---- | ---- | ---- | ---- | ---- | ---- | ---- |
| 118  | 121  | 124  | 123  | 149  | 147  | 140  | 148  | 156  |

### Enseignement
Établissements d'enseignements :
- Écoles maternelles et primaires à Ménil-sur-Belvitte, Rambervillers, Romont, Brû, Roville-aux-Chênes, Saint-Maurice-sur-Mortagne.
- Collèges à Rambervillers, Baccarat, Raon-l'Étape, Gerbéviller.
- Lycées à Roville-aux-Chênes, Bruyères.

### Santé
Professionnels et établissements de santé : 
- Médecins à Rambervillers, Magnières, Baccarat, Azerailles, Bertrichamps, Gerbéviller, Saint-Clément, Raon-l'Étape.
- Pharmacies à Rambervillers, Magnières, Baccarat, Gerbéviller, Saint-Clément, Raon-l'Étape.
- Hôpitaux à Rambervillers, Baccarat, Raon-l'Étape, Châtel-sur-Moselle, Badonviller, Bruyères, Thaon-les-Vosges.

### Cultes
- Culte catholique, Paroisse Notre-Dame-de-la-Mortagne[35], Diocèse de Saint-Dié.

## Économie

### Entreprises et commerces

#### Commerces
- Commerces et services de proximité[36]

## Culture locale et patrimoine

### Lieux et monuments

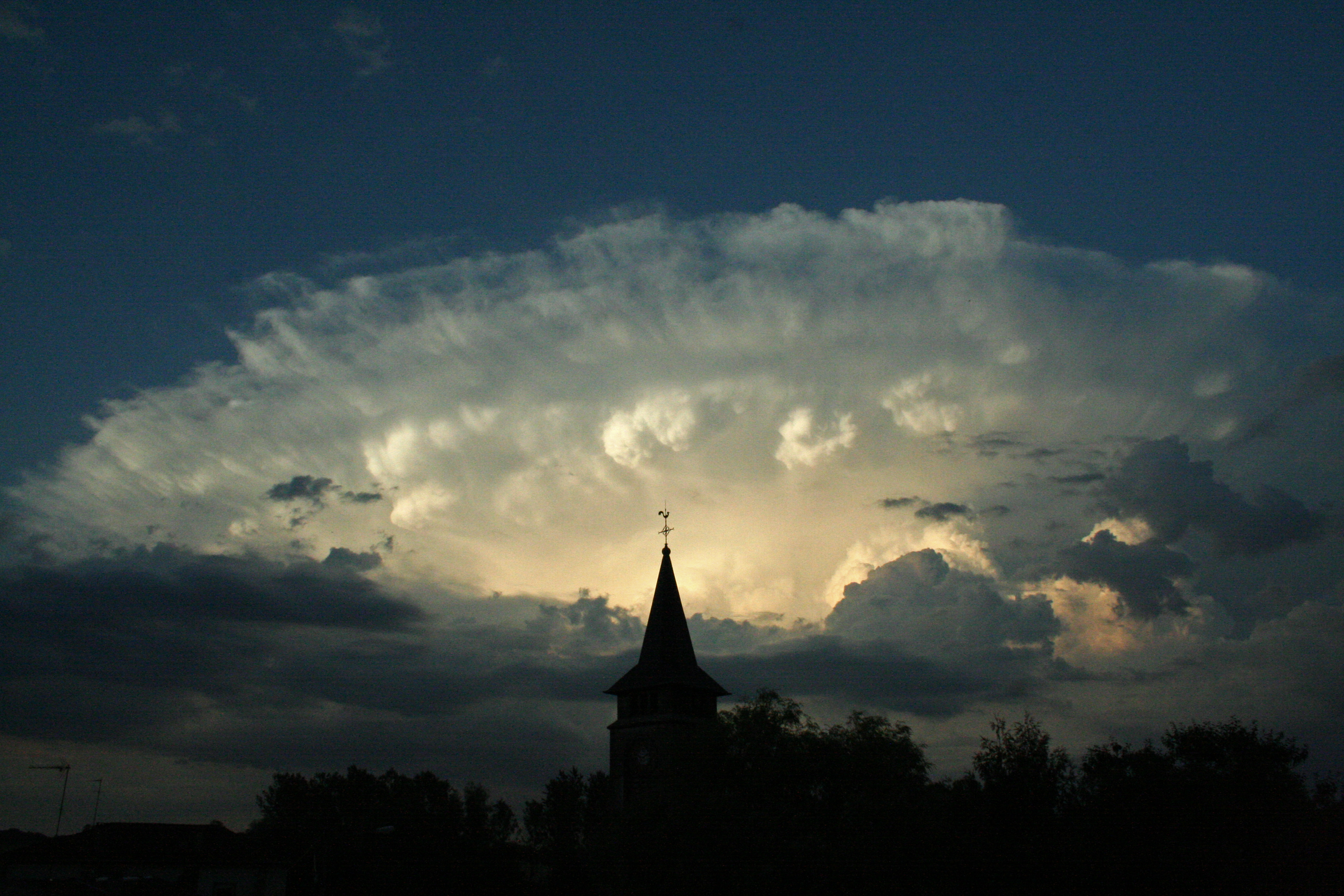
Cumulonimbus avec enclume au crépuscule derrière l'église.
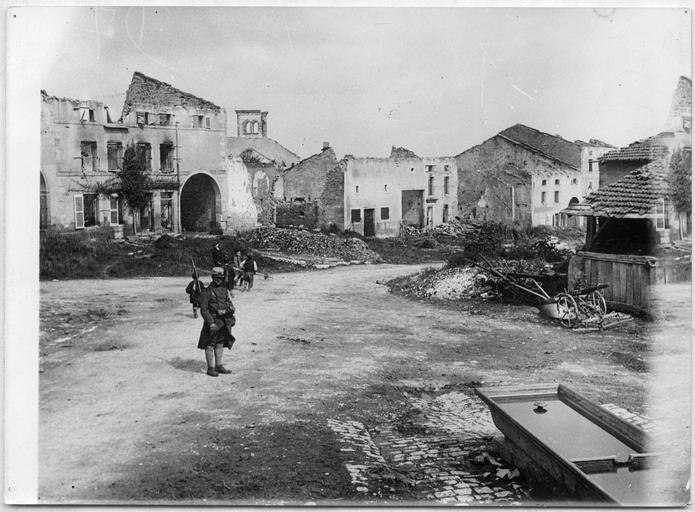
Doncières le 30 août 1915. Photos Édouard Brissy.
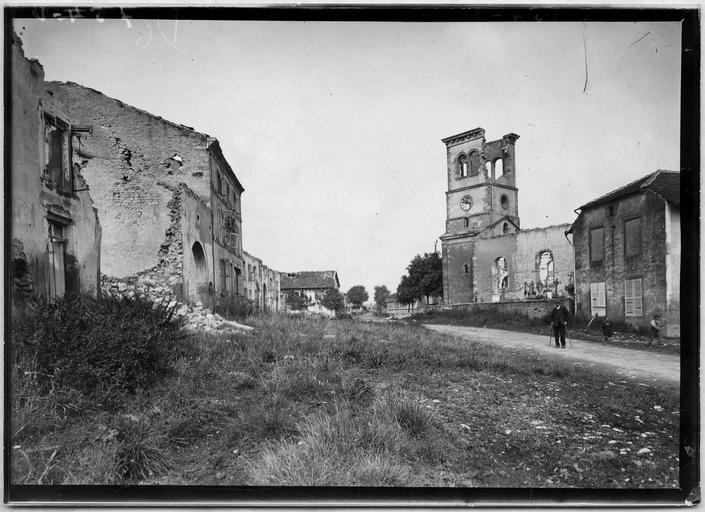
Vues d'ensemble des destructions, le 10 septembre 1915[37],[38].
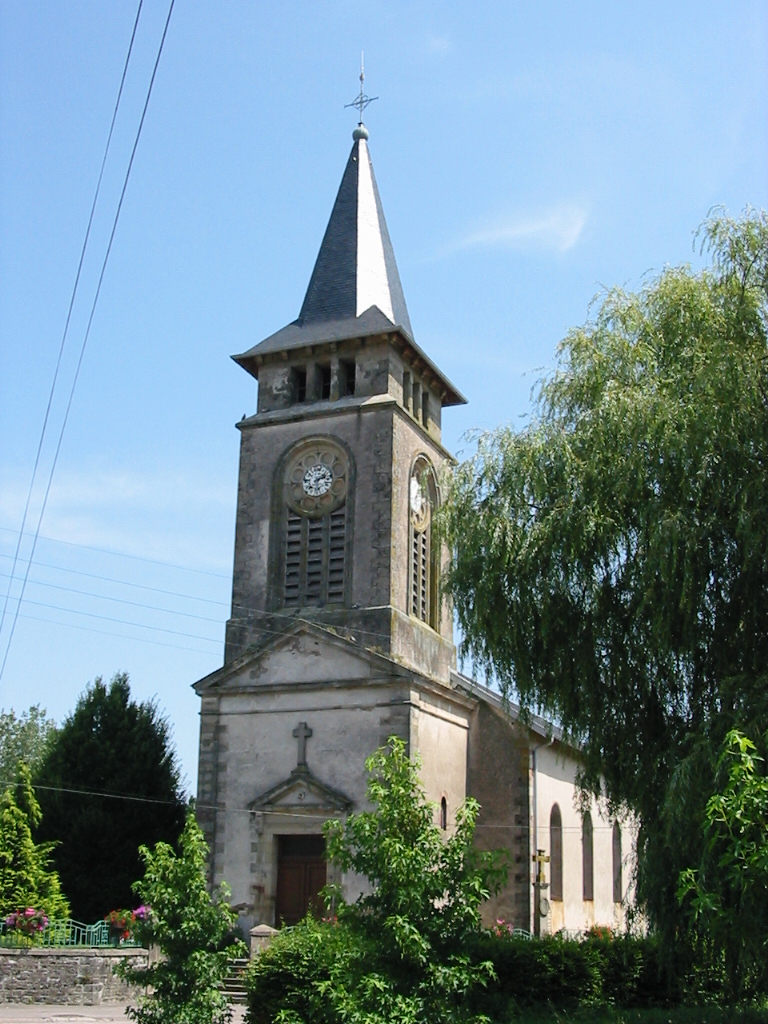
Église Saint-Cyriaque le 6 août 2007.

- L'église Saint-Cyriaque du XVIIIe siècle, dédiée à saint Cyriaque, était, depuis la création du diocèse de Nancy, annexe de Xaffévillers[39]. Elle été détruite par un incendie en 1914, et reconstruite en 1924[21] ou 1929[22]. En 2010, l'horloge mécanique du clocher a été remplacée par une horloge électrique.  48° 23′ 40,26″ N, 6° 38′ 09,1″ E
- Le four communal[40].
- Monuments commémoratifs[41],[42],[43] :
  - dans une clairière le long de la RD 64, se trouve la tombe du caporal Tixier, tombé en août 1914[21]. 48° 22′ 18,98″ N, 6° 37′ 46,77″ E
  - le long de la RD 46, à la sortie du village, on trouve une croix à la mémoire de Berthe Blaise, morte le 30 août 1917[21]. 48° 23′ 26,42″ N, 6° 38′ 04,96″ E

### Personnalités liées à la commune
- Médaillés de Sainte-Hélène[44].

### Doncières dans les arts
Dans À la recherche du temps perdu de Marcel Proust, le personnage de Saint-Loup est en garnison dans une ville appelée Doncières, mais il s'agit assurément d'une ville différente. Dans le roman, Doncières est en effet une ville de garnison apparemment assez peuplée qui se situe près de la station balnéaire imaginaire de Balbec.

## Pour approfondir